# 미야시타 유지
미야시타 유지(일본어: 宮下裕治, 1975년 5월 6일 ~ )는 일본의 배우이다.